# قطعنامه ۷۹۴ شورای امنیت
قطعنامه ۷۹۴ شورای امنیت سازمان ملل متحد که در تاریخ ۰۳ دسامبر ۱۹۹۲ (۱۲ آذر ۱۳۷۱) تصویب شد، سندی بین‌المللی دربارهٔ سومالی است. این قطعنامه طی نشست ۳۱۴۵ام با ۱۵ رای موافق، ۰ مخالف و ۰ ممتنع تصویب شد.